# Antônio de Sá Pereira
Antônio Leal de Sá Pereira ou simplesmente Sá Pereira (Salvador, agosto de 1888 - Rio de Janeiro, 21 de fevereiro de 1966) foi um pianista, educador musical, escritor e compositor.

## Biografia
Sá Pereira estudou na Alemanha, França e Suíça, entre 1900 e 1917, quando retornou ao Brasil. Em 1918 fundou e assumiu a direção do Conservatório Musical de Pelotas, a convite de Guilherme Fontainha. Exerceu o cargo até 1923, quando mudou-se para São Paulo. Ali participou ativamente do movimento modernista, tendo sido diretor de Ariel, a principal revista modernista dedicada à música, na qual também colaborou Mário de Andrade como crítico musical. Como professor de piano, teve entre seus alunos, nessa época, o futuro compositor Camargo Guarnieri.
Em 1931, juntamente com Mário de Andrade e Luciano Gallet, participou da comissão que reformulou o Instituto Nacional de Música. No INM assumiu interinamente a cadeira de Pedagogia aplicada à música.
Na década de 1930, foi incumbido pelo governo Vargas de estudar os métodos de educação musical utilizados na Europa, realizando diversas viagens. Quando de seu retorno, em 1937, abriu, no Conservatório Brasileiro de Música, o primeiro curso do Brasil a utilizar o método Dalcroze.
Em 1938 assume, por concurso, a cátedra de pedagogia musical do antigo Intituto Nacional de Música, que então passara a se chamar Escola Nacional de Música (a atual Escola de Música da UFRJ).
No mesmo período publica alguns livros sobre educação musical:
- Ensino Moderno de Piano: Aprendizagem Racionalizada (1933)[1] ;
- O pedal na técnica do piano (s/d)[1] ;
- Psicotécnica do ensino elementar da música (1937)[1] .

Com sua mulher, Nayde, fundou uma escola de música que leva o seu nome (Escola Sá Pereira), localizada no Humaitá, no Rio de Janeiro.